# Китов, Стоян
Стоян Китов (болг. Стоян Китов; род. 27 августа 1938, София) — болгарский футболист, игравший на позиции полузащитника.

## Клубная карьера
Начинал профессиональную карьеру в софийских клубах «Торпедо» и «Завод 12», а с 1957 стал выступать за команду «Спартак» (София), цвета которой защищал в течение двенадцати сезонов и в 1968 году стал с командой обладателем Кубка Советской армии.
Завершил карьеру футболиста выступлениями за команду «Дунав» (Русе), где выступал с 1968 по 1970 года. Всего за карьеру в чемпионате Болгарии сыграл 258 матчей и забил 36 голов. В дальнейшем был тренером «Беласица» (Петрич), «Эледжика» (Ихтиман), «Доростола» (Силистра) и помощником главного тренера в столичном «Левски».

## Карьера за сборную
Дебют за национальную сборную Болгарии состоялся 13 мая 1959 года в товарищеском матче против сборной Нидерландов (3:2). Был включён в составы на летние Олимпийские игры 1960 года в Риме (1 матч), на чемпионаты мира: 1962 года в Чили (2 матча) и 1966 года в Англии (1 матч). Всего Китов сыграл за сборную 21 матч и забил 1 гол.

#### Гол за сборную
| Дата         | Место                   | Соперник | Счёт | Результат | Турнир                  |
| ------------ | ----------------------- | -------- | ---- | --------- | ----------------------- |
| 13 июня 1965 | Славия, София, Болгария | Израиль  | 4-0  | 4-0       | Квалификация на ЧМ 1966 |

## Достижения

### «Спартак»
- Обладатель Кубка Советской армии: 1968